# Montanhas Hajar

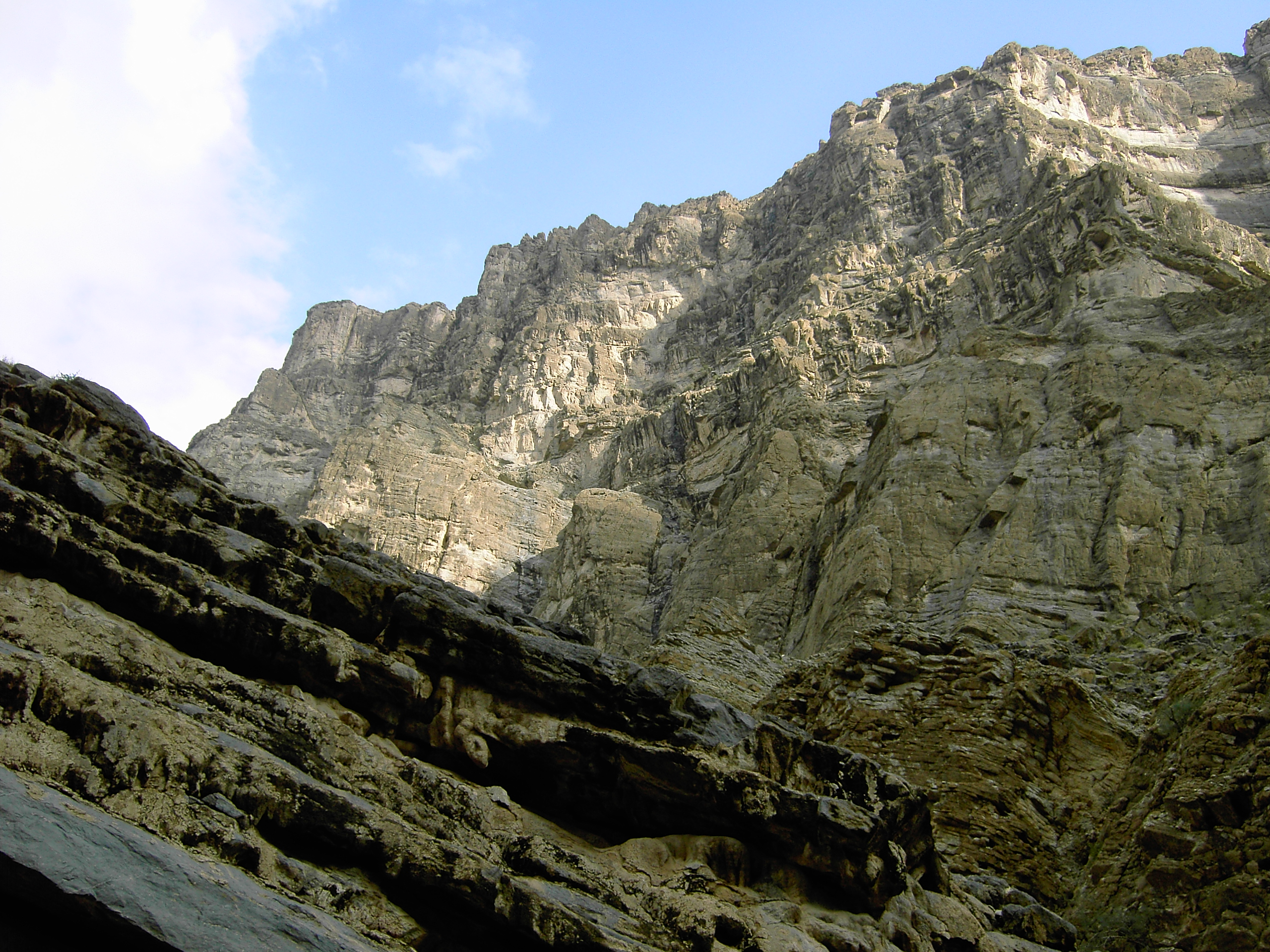
Montanhas Hajar

As montanhas Hajar ou montanhas Alhajar (em árabe: جبال الحجر, lit. 'Jabal al-Hajjar', que significa montanhas de pedra) constituem em uma cordilheira situada no nordeste de Omã e no leste dos Emirados Árabes Unidos, a maior cadeia de montanhas no leste da península Arábica. A cordilheira separa a baixa planície costeira de Omã do planalto desértico, e está localizada a 50-100 km do interior da costa do Golfo de Omã. Seu ponto mais alto é o Jabal Xemece e a cordilheira estende-se até à península de Moçandão.

## Flora
A região possui uma rica biodiversidade vegetal quando comparada com a maioria da Península Arábica, incluindo um número de espécies endêmicas. A vegetação muda de acordo com a altitude, as montanhas estão cobertas de matagal em altitudes mais baixas, crescendo mais abundantemente e, em seguida, tornam-se floresta, incluindo a oliveira selvagem e a figueira entre 3 630 e 8 250 pés (1100 a 2500 m) e depois mais elevados ainda há os zimbros. A romã e o damasco são cultivados nos vales mais frios e em lugares onde existem afloramentos rochosos com pouca vegetação. A flora apresenta semelhanças em comparação as zonas de montanhas vizinhas do Irã, bem com áreas ao longo do Mar Vermelho no Corno da África. Por exemplo, a árvore Ceratonia oreothauma se encontra aqui e também na Somália.

## Fauna
Um número de aves são encontradas nas montanhas, incluindo o abutre-do-egito e o abutre-real (Torgos tracheliotus). Mamíferos incluem gazela-da-montanha (Gazella gazella) e tahr-árabe (Arabitragus jayakari), que é endêmica da al-Hajar. Outras espécies endêmicas incluem um número de lagartixas e lagartos: Asaccus Montano, Asaccus platyrhynchus e uma sub-espécie de lagartixa-wadi-kharrar-da-montanha (Pristurus Gasperetti gallagheri) são encontrados apenas em Omã enquanto lagartixa-folha-de-coleira-de-moçandão (Asaccus caudivolvulus), lagartixa-gallagher-da-folha-de-coleira (Asaccus gallagheri), lagartixa-de-omã-da-montanha (Pristurus celirrimus), lagarto-jayakar (Lacerta jayakari) e lagarto-de-omã (Lacerta cyanura) são encontrados apenas nas montanhas al-Hajar. O perigoso leopardo-árabe (Panthera pardus nimr) ainda é encontrado na península de Moçandão, de acordo com novos registros da Ministério do Meio Ambiente de Omã.

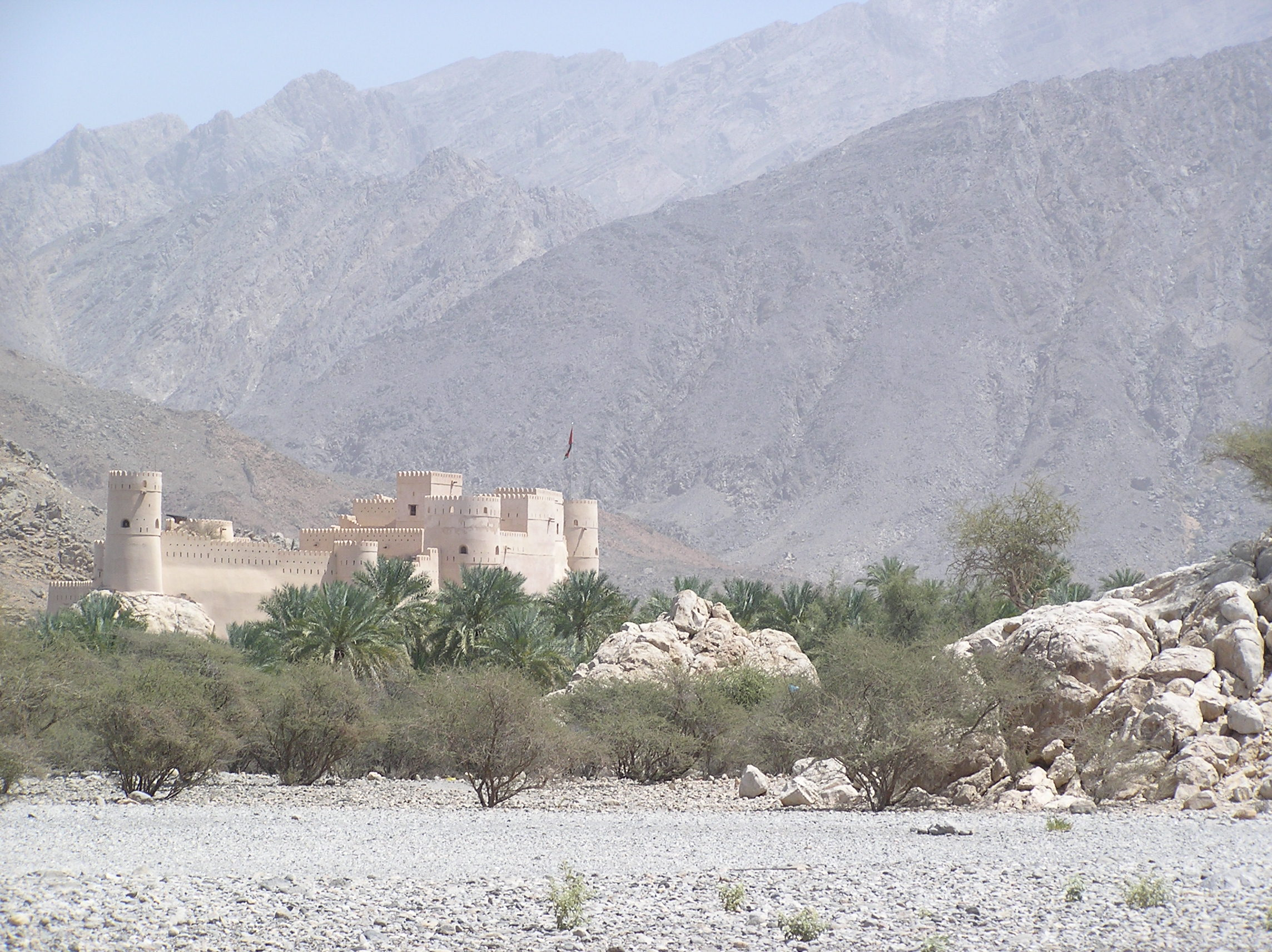
Montanhas Hajar ao fundo do Forte de Nacal